# Nikolai Olegowitsch Rasskasow
Nikolai Olegowitsch Rasskasow (russisch Николай Олегович Рассказов; * 4. Januar 1998 in Jefremow) ist ein russischer Fußballspieler.

## Karriere

### Verein
Rasskasow begann seine Karriere bei Spartak Moskau. Im März 2017 debütierte er für die zweite Mannschaft von Spartak in der zweitklassigen Perwenstwo FNL, als er am 28. Spieltag der Saison 2016/17 gegen Baltika Kaliningrad in der 83. Minute für Idrisa Sambú eingewechselt wurde. Im Oktober 2017 stand er im Cup gegen Spartak Naltschik erstmals im Kader der ersten Mannschaft von Spartak. Sein Debüt in der Premjer-Liga gab er im August 2018 gegen Anschi Machatschkala. In der Saison 2018/19 kam er zu 16 Einsätzen in der höchsten russischen Spielklasse, in denen er ein Tor erzielte. In der Saison 2019/20 absolvierte er 20 Erstligaspiele.
Im Oktober 2020 wurde Rasskasow an den Ligakonkurrenten Arsenal Tula verliehen. Bis zum Ende der Leihe kam er zu 16 Erstligaeinsätzen für Tula. Zur Saison 2021/22 kehrte er wieder nach Moskau zurück. In der Saison 2021/22 absolvierte er 18 Partien.
In der Saison 2022/23 kam er bis zur Winterpause nur noch viermal zum Einsatz. Daraufhin verließ er Spartak im Januar 2023 endgültig und schloss sich dem Ligakonkurrenten Krylja Sowetow Samara an.

### Nationalmannschaft
Rasskasow durchlief von der U-15 bis zur U-19 sämtliche russische Jugendnationalauswahlen. Im Mai 2017 debütierte er gegen Usbekistan für die U-21-Mannschaft.

## Erfolge
Spartak Moskau
- Russischer Pokalsieger: 2022